# Women Handball Austria
Women Handball Austria er kvindernes toprække i håndbold i Østrig.

## Vindere
| Sæson | Vindere               |
| ----- | --------------------- |
| 1972  | Union Admira Landhaus |
| 1973  | Union Admira Landhaus |
| 1974  | Union Admira Landhaus |
| 1975  | Union Admira Landhaus |
| 1976  | Union Admira Landhaus |
| 1977  | Hypo Niederösterreich |
| 1978  | Hypo Niederösterreich |
| 1979  | Hypo Niederösterreich |
| 1980  | Hypo Niederösterreich |
| 1981  | Hypo Niederösterreich |
| 1982  | Hypo Niederösterreich |
| 1983  | Hypo Niederösterreich |
| 1984  | Hypo Niederösterreich |
| 1985  | Hypo Niederösterreich |
| 1986  | Hypo Niederösterreich |
| 1987  | Hypo Niederösterreich |
| 1988  | Hypo Niederösterreich |
| 1989  | Hypo Niederösterreich |
| 1990  | Hypo Niederösterreich |

| Sæson | Vindere               |
| ----- | --------------------- |
| 1991  | Hypo Niederösterreich |
| 1992  | Hypo Niederösterreich |
| 1993  | Hypo Niederösterreich |
| 1994  | Hypo Niederösterreich |
| 1995  | Hypo Niederösterreich |
| 1996  | Hypo Niederösterreich |
| 1997  | Hypo Niederösterreich |
| 1988  | Hypo Niederösterreich |
| 1999  | Hypo Niederösterreich |
| 2000  | Hypo Niederösterreich |
| 2001  | Hypo Niederösterreich |
| 2002  | Hypo Niederösterreich |
| 2003  | Hypo Niederösterreich |
| 2004  | Hypo Niederösterreich |
| 2005  | Hypo Niederösterreich |
| 2006  | Hypo Niederösterreich |
| 2007  | Hypo Niederösterreich |
| 2008  | Hypo Niederösterreich |
| 2009  | Hypo Niederösterreich |

| Sæson | Vindere               |
| ----- | --------------------- |
| 2010  | Hypo Niederösterreich |
| 2011  | Hypo Niederösterreich |
| 2012  | Hypo Niederösterreich |
| 2013  | Hypo Niederösterreich |
| 2014  | Hypo Niederösterreich |
| 2015  | Hypo Niederösterreich |
| 2016  | Hypo Niederösterreich |
| 2018  | Hypo Niederösterreich |
| 2019  | Hypo Niederösterreich |
| 2019  | WAT Atzgersdorf       |